# رافائل ماسدو
رافائل ماسدو (پرتغالی: Rafael Macedo؛ زادهٔ ۱۵ سپتامبر ۱۹۹۴) جودوکار اهل برزیل است.